# Bělidlo (přítok Třemošné)
Bělidlo je malý potok v okrese Plzeň-sever, levostranný přítok Třemošné.
Bělidlo pramení v nadmořské výšce 446 m, v lesích mezi vesnicemi Obora, Dobříč a Hromnice, na katastrálním území obce Jarov. Od pramene teče jihovýchodním směrem malým údolím, protéká mezi hájovnou Třebekovem a lokalitou středověkého klášterního dvora Třebokov. Okolí potoka je v těchto místech podmáčené, bezprostředně u Třebokova jsou na potoce dva drobné rybníčky. Několik desítek metrů od nich po proudu se tok Bělidla stáčí k východu. Za další vodní nádrží se lesní porost rozestupuje a potok teče nejprve po severní, později po jižní straně protáhlé louky. Na jejím konci přijímá Bělidlo svůj jediný významnější, přesto bezejmenný levostranný přítok. Obloukem se stáčí zpět k jihovýchodu a vtéká do severní části vsi Chotiná, pod kterou v údolní nivě ústí zleva do Třemošné.